# Michal Hreus
Michal Hreus (* 9. březen 1973, Žilina) je slovenský hokejový útočník, hrající na pozici centra.

## Klubový hokej
S hokejem začínal v rodném městě v klubu MsHK Žilina. Jako patnáctiletý odešel do Prahy, kde žil jeho bratr a začal uvažovat, že by mohl být profesionálním hráčem, do prvního mužstva Sparty Praha si ho vybral trenér Tomáš Netík. Následně působil v německé nejvyšší soutěži DEL. S mužstvem Mad Dogs München získal v sezóně 1993/94 titul, v prosinec 1994 však klub pro finanční problémy zkrachoval a odstoupil ze soutěže, Hreus přestoupil do klubu Adler Mannheim, co s odstupem době považuje za správnou volbu, na rozdíl od dalšího přestupu do Krefeld Pinguine, kde podle jeho slov neměli hráči dobré vztahy, což mělo negativní vliv na jejich výkony.
V mužstvu byl jeho spoluhráčem další slovenský hokejista Peter Ihnačák.
Hreus se před ročníkem 1998/99 vrátil na Slovensko. První rok v extralize odehrál v Skalici, klub vybojoval třetí místo, což byl historický úspěch. V létě s snažil o přestup do Slovanu Bratislava, vedení Skalice však nesouhlasilo, k přestupu došlo až v prosinci 1999.

Mužstvu pomohl získat extraligový titul. Hráčem tohoto klubu byl až do sezóny 2001/02, v jejímž průběhu přestoupil do Lukko Rauma ve finské nejvyšší soutěži SM-liiga. Následující ročník začal v MsHK Žilina, ukončil v českém Litvínově.
V průběhu sezóny 2004/05 se vrátil zase do Žiliny, o další rok byl jedním z jejích nejdůležitějších hráčů při zisku překvapivého mistrovského titulu.

12. ledna 2007 Žilina porazila favorizovanou Spartu Praha 4:2 na Evropském poháru mistrů v Petrohradě.

O několik dní o něj projevil zájem jeho bývalý klub Slovan Bratislava a čerstvě jmenované žilinské vedení ho uvolnilo na hostování do 30. dubna (spolu s obráncem Daliborem Kusovským). 
Po úspěchu v podobě mistrovského titulu s ním vedení podepsalo jednoletý kontrakt.

V další sezóně Slovan získal opět titul po dramatické sérii 7 zápasů ve finále play off proti HC Košice. Od sezóny 2009/10 hrál opět v Žilině, mužstvo dvakrát uspělo v baráži o záchranu v extralize. V průběhu ročníku 2011/12 přestoupil do prvoligového týmu HC Dukla Senica. V dalším roce klub vyhrál základní část soutěže, v play off však překvapivě vypadl s osmým klubem tabulky HC 07 Detva. Hreus následně znovu přestoupil do Žiliny, kde v závěru soutěže odehrál jeden zápas.

### Mistrovské tituly
- 1993/94 - Mad Dogs München
- 1999/00 - HC Slovan Bratislava
- 2005/06 - MsHK Žilina
- 2006/07 - HC Slovan Bratislava
- 2007/08 - HC Slovan Bratislava

## Klubové statistiky
| Sezona  | Klub                 | Soutěž   | Základní část | Základní část | Základní část | Základní část | Základní část | Základní část | Play off | Play off | Play off | Play off | Play off | Play off |
| Sezona  | Klub                 | Soutěž   | Z             | G             | A             | B             | TM            | + / -         | Z        | G        | A        | B        | TM       | + / -    |
| ------- | -------------------- | -------- | ------------- | ------------- | ------------- | ------------- | ------------- | ------------- | -------- | -------- | -------- | -------- | -------- | -------- |
| 1990/91 | HC Sparta Praha      | CSHL     | 11            | 1             | 0             | 1             | 4             |               |          |          |          |          |          |          |
| 1993/94 | Mad Dogs München     | DEL      |               |               |               |               |               |               |          |          |          |          |          |          |
| 1994/95 | Mad Dogs München     | DEL      | 27            | 7             | 5             | 12            |               |               |          |          |          |          |          |          |
|         | Adler Mannheim       | DEL      | 14            | 7             | 7             | 14            | 0             |               | 10       | 1        | 5        | 6        | 12       |          |
| 1995/96 | Adler Mannheim       | DEL      | 50            | 17            | 13            | 30            | 40            |               | 3        | 0        | 0        | 0        | 4        |          |
| 1996/97 | Krefeld Pinguine     | DEL      | 48            | 14            | 11            | 25            | 24            |               | 3        | 0        | 1        | 1        | 0        |          |
| 1997/98 | Krefeld Pinguine     | DEL      | 40            | 5             | 5             | 10            | 24            |               |          |          |          |          |          |          |
| 1998/99 | HK 36 Skalica        | SE       | 42            | 13            | 16            | 29            | 58            | +7            | 6        | 1        | 4        | 5        | 0        | 0        |
| 1999/00 | HC Slovan Bratislava | SE       |               | 9             | 40            | 49            | 22            | +31           | 8        | 5        | 1        | 6        | 0        | +8       |
| 2000/01 | HC Slovan Bratislava | SE       | 40            | 10            | 18            | 28            | 58            | +7            | 8        | 8        | 8        | 16       | 2        | +6       |
| 2001/02 | HC Slovan Bratislava | SE       | 27            | 8             | 8             | 16            | 8             | +6            |          |          |          |          |          |          |
|         | Lukko Rauma          | SM-liiga | 23            | 2             | 5             | 7             | 22            | -6            |          |          |          |          |          |          |
| 2002/03 | MsHK Žilina          | SE       | 39            | 6             | 20            | 26            | 53            |               | 4        | 1        | 3        | 4        | 2        |          |
| 2003/04 | MsHK Žilina          | SE       | 26            | 8             | 12            | 20            | 14            | +11           |          |          |          |          |          |          |
|         | HC Litvínov          | ČE       | 23            | 4             | 7             | 11            | 6             | -1            |          |          |          |          |          |          |
| 2004/05 | HC Litvínov          | ČE       | 17            | 1             | 1             | 2             | 6             | -1            |          |          |          |          |          |          |
|         | MsHK Žilina          | ČE       | 32            | 9             | 12            | 21            | 50            | +9            | 5        | 2        | 1        | 3        | 8        | 0        |
| 2005/06 | MsHK Žilina          | SE       | 53            | 10            | 16            | 26            | 38            | +13           | 17       | 7        | 8        | 15       | 10       | +11      |
| 2006/07 | MsHK Žilina          | SE       | 40            | 8             | 15            | 23            | 58            | -6            |          |          |          |          |          |          |
|         | HC Slovan Bratislava | SE       | 13            | 3             | 8             | 11            | 16            | +6            | 14       | 3        | 5        | 8        | 14       | +8       |
| 2007/08 | HC Slovan Bratislava | SE       | 53            | 11            | 32            | 43            | 32            | +40           | 18       | 6        | 6        | 12       | 30       | +9       |
| 2008/09 | HC Slovan Bratislava | SE       | 49            | 3             | 8             | 11            | 24            | +2            | 8        | 1        | 1        | 2        | 4        | +3       |
|         | HK Ružinov 99        | SE       | 1             | 0             | 2             | 2             | 0             | +2            | 2        | 1        | 0        | 1        | 0        | 0        |
| 2009/10 | MsHK Žilina          | SE       | 45            | 7             | 14            | 21            | 34            | 0             | 5        | 1        | 3        | 4        | 0        | +4       |
| 2010/11 | MsHK Žilina          | SE       | 52            | 10            | 24            | 34            | 61            | -2            | 4        | 2        | 3        | 5        | 0        | +5       |
| 2011/12 | MsHK Žilina          | SE       | 16            | 4             | 2             | 6             | 10            | -5            |          |          |          |          |          |          |
|         | HC Dukla Senica      | 1. SHL   | 23            | 6             | 17            | 23            | 20            |               |          |          |          |          |          |          |
| 2012/13 | HC Dukla Senica      | 1. SHL   | 44            | 19            | 37            | 56            | 28            | +36           |          |          |          |          |          |          |
|         | MsHK Žilina          | SE       | 1             | 0             | 0             | 0             | 0             | 0             |          |          |          |          |          |          |

## Reprezentace
Během působení v DEL získal německé občanství, Slovenská si však ponechal, ale na Slovensku byl poměrně neznámý. V listopadu 1996 ho reprezentační trenér Jozef Golonka nominoval na Německý pohár, což se setkalo s obecným překvapením. Sportovní novináři si telefonicky ověřovali jeho státní příslušnost v mužstvu Krefeldu. Hrál v útoku s Vlastimilem Plavuchom a Slavomír Ilavský.

Trenér Ján Filc ho nominoval na MS 2000, kde Slovensko získalo stříbrnou medaili, Hreus zaznamenal vítězný gól ve čtvrtfinále proti USA, které Slovensko nakonec vyhrálo 4:1. Spolu v slovenské reprezentaci odehrál 43 zápasů, vstřelil 9 branek.
- Statistiky reprezentace na Mistrovstvích světa a Olympijských hrách:[11]

| Turnaj            | Místo konání      | Z | G | A | B | Umístění         | Soupisky         |
| ----------------- | ----------------- | - | - | - | - | ---------------- | ---------------- |
| MS 2000           | Rusko (Petrohrad) | 7 | 2 | 1 | 3 | Stříbrná medaile | Soupiska MS 2000 |
| Celkem na MS (1x) |                   | 7 | 2 | 1 | 3 |                  |                  |